# Place Saint-Corentin (Quimper)
La place Saint-Corentin est le cœur de la ville de Quimper, et accueille la cathédrale du même nom.

## Description
C'est un lieu dynamique et actif de la ville de Quimper. Elle tient son nom, comme la cathédrale, du premier évêque de Quimper.

### La statue de Laënnec
Sur la place Saint-Corentin, il est possible d'observer une statue en bronze du docteur Laënnec. Autrefois située au centre, désormais elle réside plus à l'est de la place, entourée d'arbres et de bancs. C'est en novembre 1864, lors d'un conseil municipal, que le président de l'Assemblée des médecins du Finistère demande l'érection d'une statue en l'honneur du Quimpérois inventeur du stéthoscope. La statue est réalisée par Eugène-Louis Lequesne et inaugurée en août 1868.

### Les fouilles de 1998
Après un diagnostic archéologique réalisé sur le sol de la place en 1996, des vestiges ont été mis au jour. Il s'agit, sous des sols pavés, d'un cimetière médiéval. Ces sépultures se trouvaient peu profondes et en bon état. Ces découvertes ont motivé le lancement de fouilles en 1998, qui épargneront les sépultures afin de les conserver dans le meilleur état possible. Ces fouilles ont servi à étudier les esplanades et les niveaux de circulations de l'époque.